# Контейнер властивостей (шаблон проєктування)
Контейнер властивостей (англ. Property Container) — шаблон проєктування, який дозволяє розширювати властивості об'єкта під час виконання програми.

## Переваги та недоліки

### Переваги
- Дозволяє змінювати об'єкт під час виконання програми.
- Оскільки назва властивості описується стрічкою, це дозволяє використати довільний ідентифікатор обійшовши обмеження мови програмування. Наприклад, назва властивості може містити пропуски, починатись із цифри тощо.
- Корисний коли наперед невідомо, яку властивість треба використати, при цьому механізм рефлексії не підтримується.

### Недоліки
- Втрачається сувора типізація властивостей.
- Контейнер властивостей по суті являється геш-таблицею. Однак із точки зору ООП представляти конкретні об'єкти не їх типом, а структурою даних вважається некоректним.

## Реалізація
Нехай, необхідно заповнювати об'єкт властивостями в міру їх появи у системі. Тоді опишемо інтерфейс нашого класу.
```
public
 
interface
 
IPropertyContainer

{

      
void
 
SetProperty
<
T
>
(
string
 
name
,
 
T
 
value
);

      
T
 
GetProperty
<
T
>
(
string
 
name
);

      
string
[]
 
GetPropertyNames
();

      
void
 
RemoveProperty
(
string
 
name
);

      
void
 
RemoveProperties
();

}

```

Для того, щоб не дублювати логіку контейнера властивостей у багатьох класах її можна винести в базовий клас ієрархії. 
```
public
 
abstract
 
class
 
PropertyContainerBase
 
:
 
IPropertyContainer

{

      
private
 
IDictinary
<
string
,
 
object
>
 
_properties
 
=
 
new
 
Dictionary
<
string
,
 
object
>
();

      
public
 
void
 
SetProperty
<
T
>
(
string
 
name
,
 
T
 
value
)

      
{

          
_properties
[
name
]
 
=
 
value
;

      
}

      
public
 
T
 
GetProperty
<
T
>
(
string
 
name
)

      
{

          
return
 
(
T
)
 
_properties
[
name
];

      
}

      
public
 
string
[]
 
GetPropertyNames
()

      
{

          
return
 
_properties
.
Keys
.
ToArray
();

      
}

      
public
 
void
 
RemoveProperty
(
string
 
name
)

      
{

          
_properties
.
Remove
(
name
);

      
}

      
public
 
void
 
RemoveProperties
()

      
{

          
_innerProperties
.
Clear
();

      
}

}

```

Тепер опишемо конкретний клас.
```
public
 
class
 
User
 
:
 
PropertyContainerBase

{

     
public
 
string
 
Name
 
{
 
get
;
 
set
;
 
}
 

}

```

Тоді властивості можна додавати та видаляти під час виконання програми, наприклад отримуючи команди від користувача.
```
User
 
user
 
=
 
new
 
User
()

{

    
Name
 
=
 
"John"
;

}

user
.
SetProperty
(
"Surname"
,
 
"Doe"
);

 
.
 
.
 
.

var
 
propertyName
 
=
 
Console
.
ReadLine
();

var
 
propertyValue
 
=
 
Console
.
ReadLine
();

user
.
SetProperty
(
propertyName
,
 
propertyValue
);

 
.
 
.
 
.

 

var
 
propertiesToDelete
 
=
 
new
 
[]
 
{
 
"Age"
 
};

foreach
 
(
var
 
property
 
in
 
propertiesToDelete
)

{

    
user
.
RemoveProperty
(
property
);

}

```

Деякі динамічні мови програмування підтримують цей шаблон, за допомогою вбудованого механізму мови, наприклад, JavaScript. Наступні способи ініціалізації об'єктів ідентичні.
```
// ініціалізація властивостей

var
 
user
 
=
 
{

    
name
:
 
"John"
,

    
display
()
 
{

        
console
.
log
(
this
.
name
);

    
},

};

// ініціалізація масивом

var
 
user
 
=
 
{
 
};

user
[
"name"
]
 
=
 
"John"
;

user
[
"display"
]
 
=
 
function
()
 
{

    
console
.
log
(
user
.
age
);

};

// отримати список властивостей

const
 
properties
 
=
 
Object
.
keys
(
user
);

// видалення властивостей

delete
 
user
.
name
;

delete
 
user
[
"display"
];

```